# Béni Douala (comuna)
Béni Douala é uma cidade e comuna localizada na província de Tizi Ouzou, no norte da Argélia. Em 2008, sua população era de 21 551 habitantes.